# Totenhütte von Großbrembach

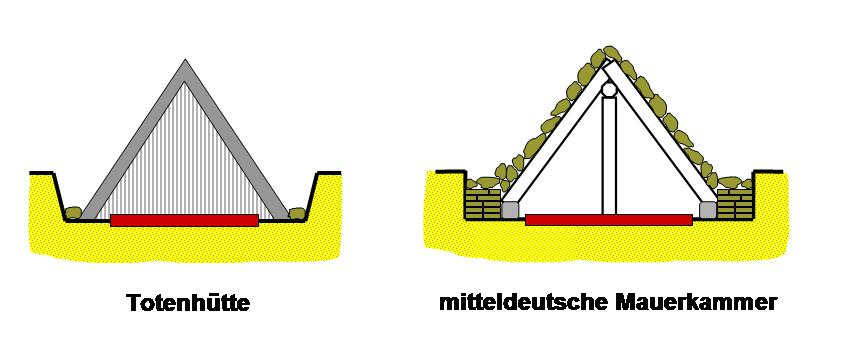
Totenhütte (Bohlenkammer) und Mauerkammergrab

Die kleine, 0,65 m eingetiefte Totenhütte von Großbrembach, einem Ortsteil der Landgemeinde Buttstädt im Landkreis Sömmerda in Thüringen wurde 1962 von Günter Möbes ausgegraben. 
Die Ost-West orientierte etwa 3,0 × 1,7 m große Kammer von Großbrembach hatte an der West- und Nordseite Wände aus aufgeschichteten Steinen. An der Südseite waren senkrecht aufgestellte Platten erkennbar, am östlichen Ende ein gestörtes Pflaster. Es gibt keine Spuren der hölzernen Dachkonstruktion. 
Eine 60 cm breite Lücke in der Nordwand könnte eine Störung oder der Zugang sein. Hier liegt eine große Brandgrube mit einer mittig intensiven schwarzen Verfärbung. Angrenzende Wandsteine zeigen Spuren von Feuereinwirkung. 
In der Kammermitte lagen die Ober- und Unterschenkelknochen und einige Zähne eines vermutlich Ost-West orientierten Hockers mit dem Schädel im Westen, südlich des Schädels eine Feuersteinklinge, ein' Knochenpfriem und 
ein Knochenmeißel. Im Osten der Grabkammer fanden sich, von einer Ost-West orientierten schnurkeramischen Hockerbestattung überlagert, ein Schädel, eine Amphore und ein Becher. 
Für das Grab liegen keine datierbaren Funde vor. Das schnurkeramische Grab ist stratigraphisch jünger und dürfte somit einen terminus ante quem bilden. Da die Bauweise Beziehungen zur Walternienburg-Bernburger Kultur erkennen lässt, möchte Günter Möbes (1964, 242 ff.) das Grab dieser Kultur zuweisen. Ulrich Fischer (1968, 20.) übernimmt die Datierung von Möbes. Der Gesamtbefund zeigt indes Besonderheiten, die eine eindeutige kulturelle Zuweisung nicht ermöglichen.